# 1982년 런던 영화 비평가 협회상
제3회 런던 영화 비평가 협회상의 시상식에 관한 내용이다.

## 수상 및 후보

### 작품상
- 미싱

### 외국어영화상
- 메피스토 - 이스트반 자보 수상

### 감독상
- 미싱 - 코브라 가브라스 수상

### 작가상
- 미싱 - 도널드 스튜어트 수상

### 특별상
- 더글라스 트럼벌 수상